# Super Train ST40
Super Train ST40 ist die Bezeichnung eines Stahlachterbahnmodells des Herstellers Pinfari, welches erstmals 1980 ausgeliefert wurde. Es zählt zur Kategorie der Powered Coaster, was bedeutet, dass der Zug permanent mit einem Elektromotor angetrieben wird.
Die 195 m lange Strecke erstreckt sich über eine Grundfläche von 39,5 m × 19,3 m und erreicht eine Höhe von 7 m. Die Höchstgeschwindigkeit beträgt 40 km/h. Das Streckenlayout bildet eine Acht nach.
Mit Stand April 2023 gab es keine Auslieferung mehr, die sich noch in Betrieb befand.

## Züge
Beim Super Train ST40 kommt üblicherweise ein einzelner Zug mit sechs oder sieben Wagen zum Einsatz. In jedem Wagen können vier Personen (zwei Reihen à zwei Personen) Platz nehmen.

## Standorte
Es gibt fünf bekannte Auslieferungen:
| Achterbahn                       | Betreiber                                                          | Land                   | Eröffnungsjahr         | Schließungsjahr               |
| -------------------------------- | ------------------------------------------------------------------ | ---------------------- | ---------------------- | ----------------------------- |
| Tokaido Família Expressz         | Atlantika Holnemvolt Park                                          | Ungarn                 | 2010 zw. 2000 und 2002 | 2012 2008 oder 2009           |
| Figure of Eight Tokaydo Express  | Brean Theme Park Blackpool Pleasure Beach                          | Vereinigtes Königreich | 1998 1980              | 2001 1997                     |
| Ramses                           | Leolandia                                                          | Italien                | unbekannt              | 2008 oder früher              |
| Tokaido X Speed unbekannter Name | EuroPark Milano Idroscalo Movieland Park EuroPark Milano Idroscalo | Italien                | 2007 2003 unbekannt    | 2007 oder 2008 2006 unbekannt |
| Tokaido                          | Luneur Park                                                        | Italien                | 2002 oder früher       | 2008                          |